# Badener Straße
Die Badener Straße B 210 ist eine ehemalige Bundesstraße in Niederösterreich im Bezirk Baden. Sie führt auf einer Länge von 32,0 km von Alland nach Ebreichsdorf.
Nennenswerte Ortschaften an der Straße sind Mayerling, Sattelbach, das namensgebende Baden und Oberwaltersdorf. Die B 210 verbindet die Mödlinger Straße B 11 bei Alland mit der Leitha Straße B 60 in Ebreichsdorf.

## Geschichte
Die Straße zwischen Baden und Heiligenkreuz wurde 1828 fertiggestellt.
Zur Finanzierung des Straßenbaus wurde eine Wegmaut in Höhe von 1½ Kreuzer pro Zugtier erhoben.
Die Straße zwischen Baden und Oberwaltersdorf wurde 1857 fertiggestellt. Sie ermöglichte die Belieferung des Badener Marktes mit Lebensmitteln aus dem heutigen Burgenland.
Mit dem Inkrafttreten des niederösterreichischen Straßengesetzes vom 12. Juli 1956 wurden die ehemaligen Bezirksstraßen in Landesstraßen umgewandelt und die heutige Badener Straße als L 155 bezeichnet. Die Badener Straße gehörte seit dem 1. April 1959 zum Netz der Bundesstraßen in Österreich.
Gemäß Bundesstraßengesetz von 1971 sollte die Badener Straße durch die Badener Schnellstraße S 5 ersetzt werden. Diese Schnellstraße wurde jedoch nicht gebaut, deshalb wurde am 1. April 1983 wieder die Bundesstraße B 210 eingerichtet.
Am Ende der Straße in Alland ist eine Umfahrung geplant, die direkt zur A21 führt. Dagegen gibt es allerdings starken Widerstand von Gruppierungen, die ein Anwachsen des Verkehrs befürchten. Für die Bewohner Allands selbst wurde im Jänner 2016 eine bindende Volksbefragung durchgeführt. Sie ergab eine Mehrheit für den Bau des 700 Meter langen Straßenstückes direkt zur Ausfahrt Mayerling.